# Yucunicuca de Hidalgo
Yucunicuca de Hidalgo är en ort i Mexiko.   Den ligger i kommunen Santa Catarina Yosonotú och delstaten Oaxaca, i den sydöstra delen av landet, 300 km sydost om huvudstaden Mexico City. Yucunicuca de Hidalgo ligger 2 397 meter över havet och antalet invånare är 114.
Terrängen runt Yucunicuca de Hidalgo är kuperad åt nordost, men åt sydväst är den bergig. Terrängen runt Yucunicuca de Hidalgo sluttar söderut. Runt Yucunicuca de Hidalgo är det ganska glesbefolkat, med 26 invånare per kvadratkilometer. Närmaste större samhälle är Villa Chalcatongo de Hidalgo, 9,5 km nordost om Yucunicuca de Hidalgo. I omgivningarna runt Yucunicuca de Hidalgo växer huvudsakligen savannskog.